# Часовня Пресвятой Девы Марии Лурдской (Монреаль)
Часовня Пресвятой Девы Марии Лурдской (фр. Chapelle Notre-Dame-de-Lourdes de Montréal) – католическая часовня, находящаяся в Латинском квартале, недалеко от станции метро Berri-UQAM в городе Монреаль, Канада. 

## История

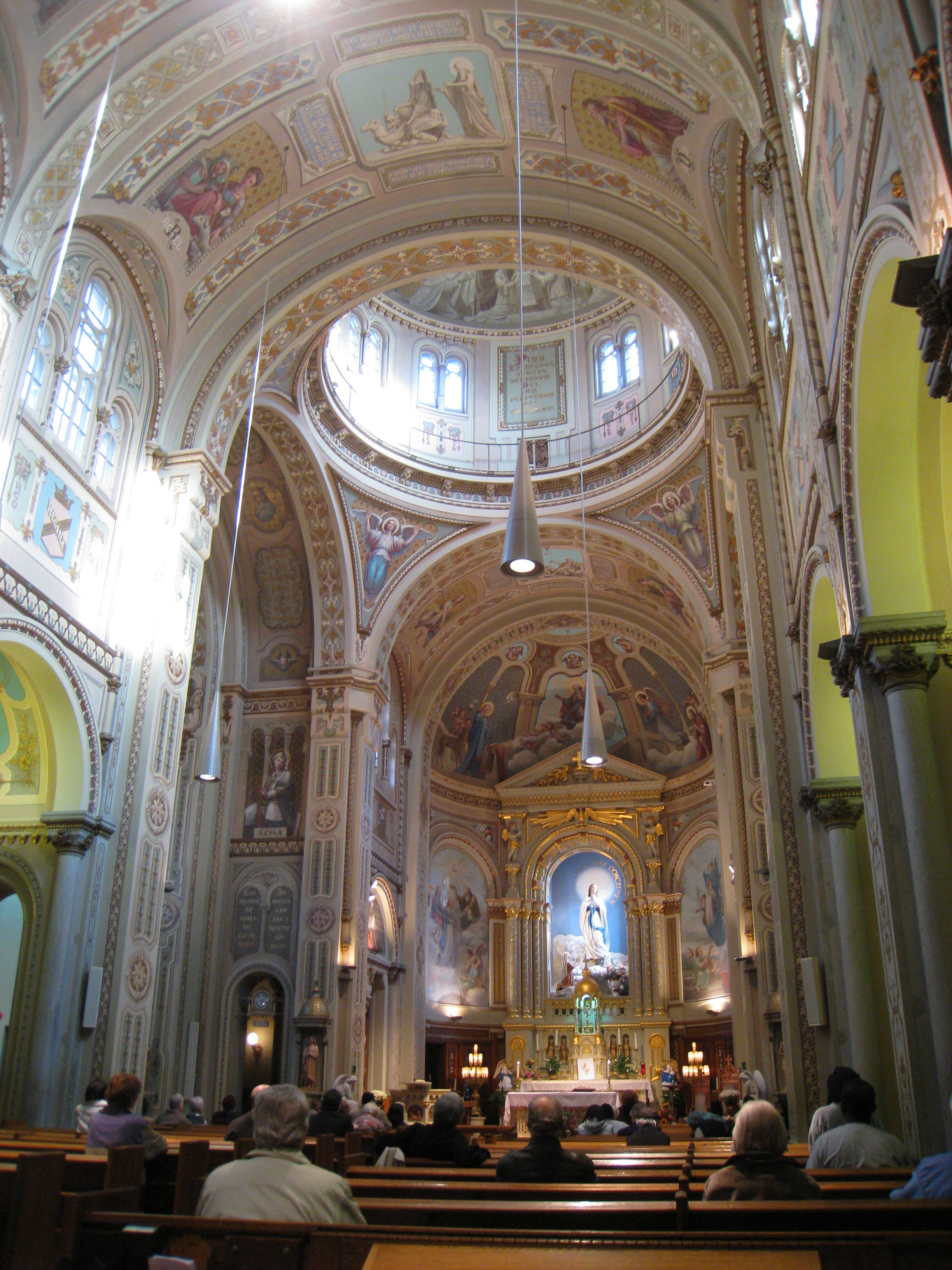
Внутренний интерьер часовни Пресвятой Девы Марии Лурдской

Часовня во имя Пресвятой Девы Марии Лурдской была построена между 1873 и 1882 годом священниками из Общества святого Сульпиция. 30 апреля 1881 года часовня была торжественно освящена архиепископом Монреаля Эдуардом-Шарлем Фабром. 
Часовню спроектировал квебекский архитектор Наполеон Бурасса. Статуи Девы Марии над алтарём, деревянные скульптуры Архангела Михаила в восточном трансепте и святого Евангелиста Иоанна в западном трансепте сделал являются работой скульптура Луи-Филиппа Эбера. Живописные работы в часовне выполнены художниками Туссен-Ксенофоном Рено и Франсуа-Эдуардом Мелошем.
11 сентября 1904 года, в 50-летнюю годовщину провозглашения догмата о Непорочном зачатии Пресвятой Девы Марии, над входом в часовню была установлена покрытая сусальным золотом статуя Девы Марии.
С 1975 года часовня Пресвятой Девы Марии Лурдской стала церковью монреальского прихода святого Иакова, который переехал в часовню после продажи Университету Квебека в Монреале собора святого Иакова, который был  кафедральным собором  епархии Монреаля до 1875 года. 